# Luigi Fernando Codianni
Luigi Fernando Codianni, M.C.C.J. (Celenza Valfortore, 13 de junho de 1964) é um presbítero italiano da Igreja Católica. Pertence ao Instituto dos Missionários Combonianos do Sagrado Coração de Jesus, do qual é superior geral desde 2025.

## Biografia
Entrou nos Missionários Combonianos em 1988 com a primeira profissão religiosa, realizada em Venegono Superiore, Itália. De 1988 a 1993, estudou Teologia em São Paulo. Fez os votos perpétuos em 1992 e 15 de maio de 1993, recebeu a ordenação presbiteral em Celenza Valfortore, diocese de Lucera-Troia.
Seu primeiro compromisso pastoral foi na Itália entre 1993 e 2001, onde desenvolveu importantes trabalhos religiosos e administrativos. Em seguida, foi designado para a Província Comboniana do Nordeste do Brasil, onde atuou como superior provincial de 1994 a 2010.
Em 2011, regressou a Itália, onde, entre outros compromissos, foi o ecônomo provincial dos Combonianos desse país. No Capítulo Geral de 2022, foi nomeado conselheiro-geral, tendo ficado como responsável pelas circunscrições da Europa, o setor econômico, os aspectos jurídicos e a representação legal.
Em eleição extra-capitular ocorrida em 19 de fevereiro de 2025, foi eleito como o 16º Superior-geral dos Missionários Combonianos do Sagrado Coração de Jesus.